# Helicopis selene
Helicopis selene är en fjärilsart som beskrevs av Felder 1865. Helicopis selene ingår i släktet Helicopis och familjen Riodinidae. Inga underarter finns listade i Catalogue of Life.